# Sonny Bill Williams

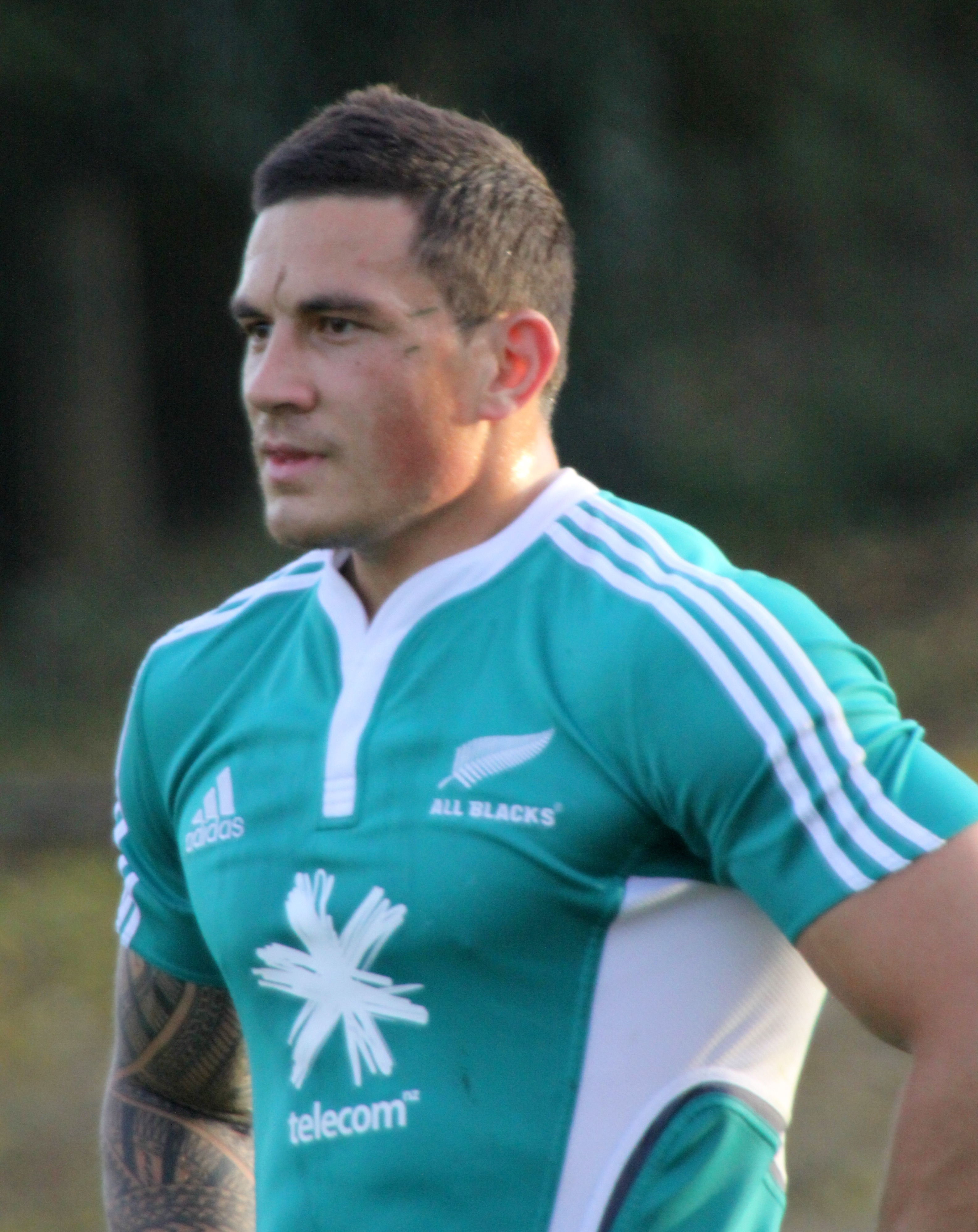
Sonny Bill Williams

Sonny Bill Williams este un sportiv neo-zeelandez multidisciplinar. El a câștigat mai multe premii și titluri în sporturi de echipă și individuale.
Tatăl său este din Samoa, iar mama este albă neozeelandeză.

## Cariera sportivă
- 2004-2008: a jucat Liga de Rugby pentru Canterbury Bulldogs în Rugby Liga Națională. De asemenea, a jucat pentru echipa de Noua Zeelandă.
- 2008-2010: a jucat rugby pentru Toulon.
- 2010: a jucat rugby la Canterbury și Noua Zeelandă.
- 2011: a jucat rugby pentru cruciați și Noua Zeelandă.
- 2012: a jucat rugby pentru Chiefs și Noua Zeelandă. De asemenea, a jucat rugby pentru Panasonic în Japonia.
- 2013: a jucat liga Rugby pentru Cocosul Sydney în Rugby Liga Națională. De asemenea, a jucat pentru echipa de Noua Zeelandă.
- 2014: a jucat liga Rugby pentru Sydney Cocosul.

## Statistică

### All Blacks
| An      | Numarul de jocuri jucate | Număr de eseuri marcate |
| ------- | ------------------------ | ----------------------- |
| 2010-12 | 19                       | 6                       |

### NRL (National Rugby League)
| An      | Echipă   | Numarul de jocuri jucate | Număr de eseuri marcate |
| ------- | -------- | ------------------------ | ----------------------- |
| 2004-08 | Bulldogs | 73                       | 31                      |
| 2013-14 | Roosters | 33                       | 10                      |